# Bruno Willenbücher
Bruno Willenbücher (* vor 1900; † 22. September 1956 in Berlin) war ein Senatspräsident beim Oberverwaltungsgericht Berlin und kurzzeitiger Bezirksbürgermeister von Berlin-Wilmersdorf.

## Leben
Über Willenbücher ist nur wenig bekannt, er war 1945 Oberregierungsrat außer Dienst und wohnte in der Rudolstädter Straße 125 in Berlin-Wilmersdorf. Er kam wahrscheinlich aus Ostpreußen, worauf eine Todesmeldung im Ostpreußenblatt vom 13. Oktober 1956 hindeutet.
Wolfgang Leonhard schildert in seinem Buch Die Revolution entlässt ihre Kinder seine Suche nach einem neuen Bürgermeister für den Bezirk Wilmersdorf am 9. Mai 1945. An der Kommandantur in der Berliner Straße traf er auf einen Mann aus der „bürgerlichen Opposition“, der ihn zu Willenbücher führte. Er berichtet:

„‚Wenn Ihnen an Verwaltungskräften gelegen ist - ich habe einen guten Freund, einen ehemaligen Oberregierungsrat, früheres Mitglied der Deutschen Volkspartei, mit großen Verwaltungskenntnissen. Er war ein erbitterter Gegner des Krieges und wurde nach dem 20. Juli verhaftet. Er würde sich bestimmt dafür interessieren.‘
‚Wo wohnt er?‘
‚Nicht weit von hier. Es sind vielleicht fünfzehn Minuten.‘
Ich zeigte auf den mir zur Verfügung stehenden Wagen. ‚Würde es Ihnen etwas ausmachen, mit mir gleich hinzufahren?‘ So fuhren wir – auf der Jagd nach einem Bürgermeister für Berlin-Wilmersdorf. Die kleine Villa, vor der wir hielten, machte einen etwas vernachlässigten Anblick.
Wir kamen bald ins Gespräch, und nach zehn Minuten hatte ich im stillen schon den Entschluss gefasst: ‚Dr. Willenbücher war der Bürgermeister von Wilmersdorf‘. Er war mir vom ersten Augenblick an sympathisch – und außerdem entsprach er haargenau der Direktive Ulbrichts: Er stammte aus einem bürgerlichen Milieu, war Mitglied einer bürgerlichen Partei, Antifaschist, hatte einen Doktortitel und, was bei den Direktiven zwar nicht ausdrücklich erwähnt wurde, aber immerhin wichtig war, als Oberregierungsrat a. D. langjährige Erfahrung in Verwaltungsfragen.
‚Würden Sie bereit sein, den Posten des Bezirksbürgermeisters von Wilmersdorf anzunehmen, wenn die Besatzungsbehörde einverstanden ist?‘“

Nachdem Leonhard den Kommandanten von seinem Kandidaten berichtet hatte, war dieser heilfroh einen geeigneten Bürgermeister gefunden zu haben und es dauerte nicht lange, dass er Willenbücher dem Kommandanten vorstellte.

„Wenige Minuten später war ich wieder bei Dr. Willenbücher. Diesmal sah er schon anders aus. Er hatte seinen besten schwarzen Anzug angezogen, ging nicht mehr so gekrümmt, sondern schon etwas würdevoll. Seine Augenbrauen hoben sich in angenehmer Überraschung, als er in ein Auto gebeten wurde.
Der Kommandant, dem ich schon vorher gesagt hatte, dass es sich um einen bürgerlichenMann handele, der etwas auf Formen hielt, versuchte sein Bestes.
‚Es freut mich, Herr Dr. Willenbücher, Sie hier begrüßen zu dürfen.‘
‚Die Freude liegt ganz auf meiner Seite‘, gab Willenbücher bescheiden zur Antwort.
Wir setzten uns in den für die Maitage 1945 relativ behaglichen Raum, und der Kommandant stellte pro forma noch einige Fragen. Nach wenigen Minuten erklärte er in etwas feierlichem Ton, dass er hiermit ‚Dr. Willenbücher zum Bezirksbürgermeister von Berlin-Wilmersdorf‘ ernenne. Ein Adjudant hatte inzwischen Gläser und Wodka gebracht, und in einer bereits ganz freundlichen Atmosphäre hob der Kommandant das Glas und trank ‚auf die erfolgreiche Tätigkeit der neuen deutschen Bezirksverwaltung von Berlin-Wilmersdorf‘.“

Als Bezirksbürgermeister weihte er unter anderem die Volkshochschule Wilmersdorf in Gasteiner Straße mit einer Begrüßungsansprache ein. Nachdem er inzwischen der CDU beigetreten war, trat er im Oktober 1945 vom Bürgermeisteramt zurück, weil er die einzelnen Ressortleiter nicht kontrollieren und sich mit seinen personellen Verbesserungsvorschlägen bei den Russen nicht durchsetzen konnte. Er wurde vom SPD-Mitglied Gerhard Lichter abgelöst. Später machte er in West-Berlin als Jurist Karriere und war ab 1953 Senatspräsident beim Oberverwaltungsgericht Berlin.
Nach einer Krankheit verstarb Willenbücher 1956 in Berlin-Wilmersdorf und wurde auf dem Friedhof Wilmersdorf beigesetzt.